# Päpstliche Katholische Universität von Argentinien
Die Päpstliche Katholische Universität von Argentinien (englisch Pontificia Universidad Católica Argentina „Santa María de los Buenos Ayres“, kurz UCA) ist eine Universität päpstlichen Rechts mit Hauptsitz in Buenos Aires.

## Geschichte
Die Vorgängerin der UCA, die Katholische Universität Buenos Aires (1910–1922), wurde von der argentinischen Bischofskonferenz gegründet, aber ihre Diplome wurden nicht von der Regierung anerkannt. 1922 wurde die Universität geschlossen.
Ein Dekret im Jahr 1955 ermöglichte die Gründung privater Universitäten mit dem Recht, akademische Grade zu erteilen. 1965 entschlossen sich die Bischöfe dementsprechend, die Katholische Universität Argentiniens zu gründen, was offiziell am 7. März 1958 geschah.

## Standorte

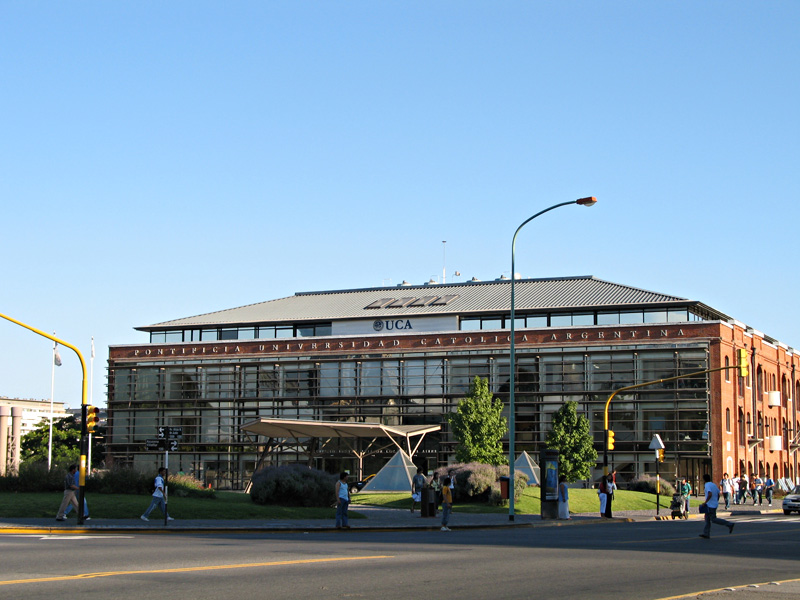
Campus der UCA

Im ehemaligen Hafenviertel Puerto Madero Stadt Buenos Aires liegt der Hauptsitz der Universität. Daneben existieren Campuse in Rosario, Mendoza und Paraná weitere Standorten.
Die Universität betreibt außerdem noch die Santo Tomás de Aquino Schule in Buenos Aires.

## Fakultäten
- Kunst- und Musikwissenschaften
- Agrarwissenschaften
- Wirtschaft
- Natur- und Ingenieurwissenschaften
- Medizin
- Sozial-, Politik- und Kommunikationswissenschaften
  - Institut für Politikwissenschaften und Internationale Beziehungen
  - Institut für Soziale Kommunikation, Journalismus und Werbung
- Jura
- Kanonisches Recht
- Philosophie und Literatur
- Psychologie und Psychopädagogik
- Theologie

## Austauschprogramm
Die UCA hat ein sehr starkes Austauschprogramm, mit über 100 Partneruniversitäten in 23 Ländern. In Deutschland sind es die Technische Universität München, Technische Universität Darmstadt, Universität Mannheim, Universität zu Köln, Universität Tübingen, Bucerius Law School, WHU – Otto Beisheim School of Management, Frankfurt School of Finance & Management, Zeppelin Universität, Universität Stuttgart, Universität Viadrina und die Universität Osnabrück.